# Монтоссаари
Монтоссаари (фин. Montosaari) — остров в заливе Сукмылахти (Ладожское озеро). Относится к группе Западных Ладожских шхер, входит в одноимённый национальный парк. Расположен в Лахденпохском районе Карелии.